# Caleana major
Caleana major — вид квіткових рослин родини орхідні (Orchidaceae). За зовнішній вигляд квітки орхідею називають летючою качечкою.

## Поширення
Рослина поширена на території Південної та Східної Австралії (Квінсленд, Тасманія).

## Опис
Цей вид орхідеї має дуже маленькі розміри: її висота 50 см, а квітка — 2 см. На стеблі проростає від 2 до 4 квіток химерної форми.
Квітка нагадує за формою качку, що летить. Але для комах-пильщиків, верхня частина квітки нагадує самку цієї комахи і дуже приваблює самців. Таким чином використовує самців-пильщиків як переносників пилку для запилення на іншу частину квітки. Самець, на деякий час потрапляє в пастку квітки і весь покривається пилком. Самець переносить на рильце орхідеї пилок і таким чином відбувається розмноження.